# 田中マルクス闘莉王
田中 マルクス 闘莉王（たなか マルクス トゥーリオ、ブラジル名：マルクス・トゥーリオ・リュージ・ムルザニ・タナカ；Marcus Túlio Lyuji Murzani Tanaka、1981年4月24日 - ）は、ブラジル・サンパウロ州パルメイラ・ド・オエスチ出身の元プロサッカー選手、YouTuber。現役時代のポジションはディフェンダー（センターバック）だったが、フォワードとして起用されることもあった。元日本代表。
父親が日系ブラジル人で、母親がイタリア系ブラジル人。2003年に日本に帰化した。2006年のJリーグ最優秀選手賞（MVP）受賞者。

## 経歴

### 生い立ち
生まれて初めて喋った言葉は「ママイ（お母さん）」「パパイ（お父さん）」「ボーラ（ボール）」だったという。その言葉どおり、物心ついたときには既にボールを蹴っていた。
1989年1月、オレステス小学校入学。当時の担任教師によれば「優しい子で、困っている友達を見ると放っておけない性格だった」「勉強が得意で、努力家で、学業成績が良かった。水泳も得意で、学校の水泳大会ではいつも優勝していた。」という。ただし本人は「数学は得意だったけど、国語は苦手だった。友達と喧嘩することも多かった」と回想した。サッカーを本格的に始めたのは9歳の時で、ボランティア活動で子どもたちにサッカーを教えていたコーチが近所に引っ越してきたことがきっかけ。そのサッカー教室へ通い上達していった。しだいに少年チームだけでは物足りずに父親の試合について行き、大人に混じってサッカーをすることもあった。
中学時代は「自分の人生に責任を持つ人間に育ってほしい」という父親の厳しい教育方針のもと、昼間は会計事務所で働き、夜間はオレステス中学校夜間部へ通う生活を送った。中学校では体育教師の熱心な勧誘でバレーボール部に所属してエースアタッカーとして活躍し、地区大会で優勝するほどであった。また数学教師の推薦でオレステス中学校代表としてブラジル数学オリンピックに出場し、全国大会にまで進んだ経歴も持つ。中学時代に本格的にサッカーをやっていなかったプロ選手はほとんど存在せず、この時期にサッカーから離れていたトゥーリオは非常に珍しい存在であった。
1997年、人に勧められて受けたミラソウFCのセレクションに合格し、その頃からプロサッカー選手を目指すようになった。その1ヶ月後の1998年1月、留学生を探しにミラソウFCを視察していた千葉県の渋谷教育学園幕張高等学校のサッカー部監督・宗像マルコス望に才能を見出され、日本の高校への留学を誘われた。1998年3月、カバン1つだけを持参して16歳で来日した。日本語ができなかったことで大変な思いをし、日本に来て最初の1年間が人生で最も辛かったという。しかし、日本語も英語も必死に勉強したらしい。サッカーに関しては、本来は攻撃的ポジションの経験しかなかったが、宗像の意向でセンターバックにコンバートされた。ブラジルではトップ下か攻撃的MFを担当しており、それまでヘディングの練習はしていなかったため、毎日ヘディングの練習を繰り返した。ただし幼少期の乗馬の経験が、空中戦におけるバランス感覚やポジショニングに大きく役立ち、また中学時代のバレーボールの経験が、跳躍力とタイミング判断に大きく役立つことになった、と本人は回想した。個人としては千葉県選抜チームのメンバーに選出されて国体に出場し、全国優勝を果たした。サッカー部の一員としては、本人のフリーキックからのゴールが決勝点となり、サッカー部を初の全国高等学校サッカー選手権大会出場へ導くという実績を残した。

## クラブ経歴

### 広島、水戸
2001年に高校を卒業し、祖父の勧めでサンフレッチェ広島に加入。2001年のJリーグ開幕戦、3月11日の鹿島アントラーズ戦、前半10分に負傷したポポヴィッチとの交代で出場しJリーグデビューを果たすと、16分にJリーグ初ゴールを決めた。2002年シーズンに広島がJ2に降格し、1年での昇格を目指すためクラブはベテランの外国籍選手を獲得することとなり、1チームにA登録選手が3人までと規定されていた外国籍選手の保有枠に入れず、翌2003年からJ2の水戸ホーリーホックに期限付き移籍で加入した。その水戸で、個性を大事にした監督の前田秀樹のもと、ディフェンダーでありながら10得点を挙げるなどの活躍をし、守備も攻撃もできる選手としての才能が開花することとなった。同年10月には日本国籍を取得して、登録名を「トゥーリオ」から「田中マルクス闘莉王」に変更した。

### 浦和レッズ
2004年に水戸へのレンタル保有元である広島からJ1の浦和レッズに完全移籍。レギュラーで活躍し、ステージ優勝を果たした。
2006年にはリーグ初優勝を果たし、Jリーグ最優秀選手賞 (MVP)および日本年間最優秀選手賞（フットボーラー・オブ・ザ・イヤー）を受賞した。
2007年にはAFCチャンピオンズリーグ優勝、FIFAクラブワールドカップ 3位に貢献し、浦和の黄金時代を築いた。2008年にはDFながらチーム得点王となる11得点を挙げるなど、以降も攻守にわたって浦和の軸として活躍した。Jリーグベストイレブンには、浦和に在籍した6シーズンすべて選出された。2008年7月17日の東京ヴェルディ1969戦でハットトリックを達成した。
一方で浦和入団の際にラブコールを出してくれたギド・ブッフバルトの退任以降に就任したホルガー・オジェック、フォルカー・フィンケら後任監督と相次いで衝突した。オジェックの後任監督のゲルト・エンゲルスとは良好な関係を築いており、解任に際して惜しむコメントを残している。
2009年8月にはベテラン選手をクラブから去らせるなどの方針を採った浦和のフロントとフィンケの方針に苦言を呈したが、状況は変わらなかった。浦和は契約更新を前提に、今後のチーム作りの方向性やクラブ内での約束事等を提示したが、合意に至らず、2009年シーズン終了後に契約満了により浦和を退団し名古屋グランパスへの完全移籍が決定した。欧州からもオファーが来ていたが、名古屋監督のドラガン・ストイコビッチからの「来年はワールドカップがあるから、日本でプレーするべきだ」というメッセージが最大の決め手となった。

### 名古屋グランパス
加入会見で「リーグ優勝できなければ名古屋に来た意味はない」と語った言葉通り、名古屋を初優勝へ導いた。最終ラインを巧みに統率して守備を安定させ、空中戦でも圧倒的な強さを発揮。さらに高精度のフィードを前線に配給して攻撃の起点になりながら、機を見て攻め上がりゴールにからむ決定的な仕事もこなした。その貢献度は大きく、「初優勝の最大の立役者」との評価を受けた。チームメイトの楢﨑正剛は、MVPは闘莉王である と評価し（実際に受賞したのは楢﨑）、名波浩は「勝ち点10以上を一人で持っている」と語った。しかし、「サッカー人生で一番重視していたワールドカップイヤーで、しかも名古屋に移籍して優勝すると公言したから100%以上の気持ちでやった」ことによる代償として、終盤戦には右膝と太腿裏を負傷し、リーグ優勝の瞬間にはピッチに立つことができなかった。
2011年は、シーズン前半は自身の怪我やAFCチャンピオンズリーグとの過密日程等によりチームの順位は低迷したが、故障から復帰すると順位を上げ、終盤は6連勝で最終節まで優勝争いをして2位となった。攻撃参加は自重して守備を引き締め、若手育成にも尽力した。12月にブラジルのボタフォゴからオファーを受けたが、名古屋側が絶対慰留の方針だったために、交渉は進まなかった。家族はブラジルへの移籍を希望したが、本人は名古屋の大黒柱としての責任感を理由に日本に残ることを決意した。
2012年6月に再びボタフォゴから好条件のオファーを受けたが、これを再び辞退して名古屋に残留した。FWとして起用された2012年8月4日のヴィッセル神戸戦では、DF登録選手として歴代初となる4得点を記録した。この年は2年連続得点王のジョシュア・ケネディが腰痛のため年間を通しての出場ができなかったため、ストイコビッチ監督はその代替え役として闘莉王をFWとして起用することも多く、永井謙佑に次いでチーム2位となる9得点を挙げた。しかし、チームとしては最終成績が7位、総得点は前年の67（リーグ2位）から46（リーグ12位）にまで減少した。
2014年は、新たに監督に就任した西野朗から主将に任命された。この年は7得点を挙げ永井に次いでシーズンチーム得点数2位となったが、磐田との練習試合でピッチでイライラを爆発させた闘莉王は西野を「おっさん」呼ばわりした。
2015年シーズンも主将を2年連続で務め、シーズン後半にはFWとして6試合に出場した。シーズン通してレギュラーとして出場したが、大幅な減額での契約更新の打診には応じず、翌年1月9日に名古屋グランパス退団が発表された。

### 名古屋グランパス復帰
名古屋退団後はブラジルに帰り、無所属の期間が続いたが、2016年8月23日に降格圏内で低迷していた名古屋へ復帰する事を監督代行のボスコ・ジュロヴスキーが明言した後、同月26日に正式に発表された。9月10日に行われたJ1・2ndステージ第11節 アルビレックス新潟戦で公式戦293日ぶりのピッチに立った。試合は1-0で勝利し、クラブワースト記録の18戦勝ちなしだったチームを勝利へ導いた。闘莉王加入後にチームは残留圏内に順位を上げ、最終的には15位の新潟と勝ち点は並んだが得失点差でJ2降格が決定。シーズン終了後、翌年からのアドバイザー就任の打診を断り、11月7日、契約満了に伴って名古屋を退団した。

### 京都サンガF.C.
名古屋退団後は、一時ブラジルに帰国し、自身の力でチームを残留させられなかった事や、名古屋から迫られた形での退団となったことでのショックで引退も考えたが、京都サンガF.C.の強化部長らがブラジルまで直接訪ね、熱意を感じ2003年以来のJ2での戦いを決意した。
2017年1月6日に正式に京都へ加入する事が発表された。3月4日に行われた第2節の徳島ヴォルティス戦では、Jリーグ18ヶ月ぶりゴールとなる移籍後初得点を決めてシーズン初勝利に貢献。4月15日に行われた第8節の愛媛FC戦では、FWとして起用されハットトリックを達成。35歳11カ月22日でのハットトリックはJ2最年長記録を更新し、J1・J2・ルヴァン杯の得点を合わせるとJリーグ公式戦通算得点102得点になり、Jリーグ史上初のDF登録選手の100得点突破となった。同年はキャリアベストの15ゴールを決めた。
2018年10月13日の徳島ヴォルティス戦で決勝ゴールを決めたが、2018年の以降の試合と2019年はノーゴールに終わったため、この日のゴールが現役最後のゴールとなった。
2019年12月1日、現役を引退すると発表した。J1では395試合75ゴール、リーグカップで51試合13ゴール、J2では134試合29ゴールの通算成績を残した。
引退後、祖国・ブラジルに戻り、牧場を経営。約40㏊に馬20頭、肉牛50頭を育てている。その傍ら、2022 FIFAワールドカップのNHK総合テレビジョン、フジテレビジョンの中継において、スタジオコメンテーターを務めている。

## 日本代表経歴

### 世代別代表
クラブでの活躍が認められ、2003年10月に日本国籍を取得するとすぐに山本昌邦率いるU-23日本代表に選出された。2004年3月3日のアテネオリンピックアジア地区最終予選のアウェーでのレバノン戦では4-0のスコアで勝利し、続く3月5日のアウェーでのUAE戦も2-0のスコアで勝利した。しかし3月14日のバーレーン戦で左太腿裏肉離れを発症して途中交代となり、その後に日本はセットプレーから失点して敗れた。全治3 - 4週間と診断されたが本人の願いにより松葉杖をついて残り2試合に同行した。本大会のメンバーにも選出され、アテネオリンピックには3試合すべてに出場した。

### A代表
上記のように、浦和では活躍していたものの、当時の日本代表監督のジーコの元では1度もA代表に選出はされず、2006 FIFAワールドカップのピッチに立つ事は叶わなかった。その後、2006年8月にイビチャ・オシムの指揮するA代表に初選出。以降は負傷を繰り返しながらも、日本代表の中心選手として定着した。2008年からの2010 FIFAワールドカップ・アジア最終予選では8試合に全試合フル出場して本大会出場に貢献し、本大会への代表にも選出された。
本大会直前に行われた強化試合である2010年5月30日のイングランド代表戦では前半に得点を決めたものの、後半にはクリアミスによるオウンゴールを献上した。さらに6月4日に行われたコートジボワール代表戦では2戦連続となるオウンゴールを献上。直後のプレーでディディエ・ドログバと交錯し、ドログバは右腕を骨折した。コートジボワール代表監督のエリクソンはこの件を全く非難せずに、「不運だったのです。あれは悪いプレーではなかったし、愚かなプレーでもなかった。故意ではなかった。」と擁護した。その後のドログバの右腕の回復は良好で、本大会に間に合わせることができた。なお闘莉王は本大会後に、著書の中でエリクソンへ深い感謝を述べた。故意ではなかったものの、ドログバには日本サッカー協会を通して謝罪文を送付し、誠意を尽くした。
2010 FIFAワールドカップ本大会では、守備の大黒柱として全4試合にフルタイムで先発出場し、自国開催以外で初となる日本代表の決勝トーナメント進出に大きく貢献した。冷静な読みとカバーリング、空中戦でゴールにカギをかけた。攻撃面でも精度の高いフィードを繰り出してカウンターの起点となり、チームが不調の時期にも熱い言葉をかけ続けてチームを鼓舞した。これらの活躍により、本大会直前に挙がっていた周囲からの不満の声をも消し去った。日本史上最高のセンターバックとして名をとどろかせた闘莉王と中澤佑二のコンビは、アーセン・ベンゲルから「日本代表の最高の武器だった」と絶賛された。
アルベルト・ザッケローニが監督に就任して以降は招集されることはなかった。

## プレースタイル
確かな守備力に加え、高い得点力も備える超攻撃的リベロ。空中戦で圧倒的な強さを持ち、正確なフィードで攻撃の起点にもなる。自陣ゴール前での絶大なる存在感はもちろんのこと、コーチングを含めた統率力も高い。ビルドアップも的確で、高精度のロングフィードは数々のチャンスを創出する。スペイン紙『As(アス)』は、闘莉王の南アフリカワールドカップのオランダ戦での活躍について、「El dandy」（エル・ダンディ、粋な人）と称え、空中戦の強さと、後半に送り出した決定的なパスを高く評価した。ボールを足で扱う技術も優れ、決定力もあるため、しばしばボランチ、トップ下、果てはワントップに至るまで、センターラインのあらゆるポジションで起用されることもある。一方でスピードには優れないが、それをカバーできる頭の良さを持っている。
優れた守備力と同時に攻撃力も兼ね備える選手として、Bleacher Report (en:Bleacher Report) の「得点力の高いディフェンダー世界トップ20」の特集で世界一に選出された。
感化する力、インスピレーション
国際サッカー連盟 (FIFA) からカリスマ性を持つ選手であると評されている。サッカーというチームワークにおける協調性について、名古屋時代の監督であったドラガン・ストイコビッチは、「チームにモチベーションを与えることができる選手だ。彼はリーダーだ。」と語る。
守備の間合い
絶妙な「間合い」を持っている とされており、水戸時代の監督であった前田秀樹は特に一対一の対応について、「闘莉王には一流の間合いがあった」と高く評価した。

## 人物
「マルクス・トゥーリオ」という名は、古代ローマの哲学者のマルクス・トゥッリウス・キケロに由来して、父親の知人の医師によって名付けられた。「リュージ」という名は、父親に由来して名付けられたものだが、日本での戸籍名では「ユウジ」と表記されている。
「これからも日本人の心をサッカーに生かしたい。まわりをサポートする。まわりを大切にする。みんなで気持ちをひとつにする。」というサッカー観を持つ。敬虔なクリスチャン（カトリック） で、プレー中にはしばしば十字を切るシーンが見られる。
憧れの選手として、元ブラジル代表のアウダイールの名前を挙げた。
サッカー選手以外になりたかった職業は獣医。プロ入り二年目にはウサギを飼っていた という一面も持つ。
家族を一生大切にしていこうと誓っており、最も尊敬する人物は父親と答えている。日本出身の祖父母に子供の頃よく言われた言葉は「実るほど、頭を垂れる稲穂かな」。

### 家族
父方の祖父は広島県出身であった。父方の祖母は富山県出身だった。共にブラジルに渡った日系移民である。父親は日系ブラジル人二世で、自身は日系三世にあたる。父親は小学校教師とレストラン経営の傍ら、40歳を過ぎてから弁護士資格を取得した努力の人である。

### 語学力
流暢な日本語を話す。その他、高校では日本語に加えて英語も練習し、名古屋時代の監督のドラガン・ストイコビッチとも直接英語でコンタクトする事も多かったという。スペイン語圏のダニルソン・コルドバの練習中の通訳も受け持っていた。

### 日本への愛
日本に帰化した理由について、闘莉王は
と語った。日本国籍取得の話を最初に持ち掛けた当時のGMの今西和男は、「闘志を持ちながらも、礼を重んじる。このような選手が入ったら、日本代表はきっとうまくいくと思った」という。

### 表現者としての力
「闘莉王の体には、浦和レッズのユニフォームと同じ真っ赤な血が流れていた」と言われたように、試合での強さ以外にも、その姿は見ている者の心を揺さぶる、と評されることがある。
一生懸命で熱くなりすぎてしまい、時にはサポーターとも口論になってしまうこともあったが、それはいつでも、誰に対しても、本音で真剣に向き合っていた証拠であるとも言われている。浦和時代にはチームのサポーターの応援と声援について「スタンドを見ていると、涙がこみ上げてくることがある」と語っていた。一方で、浦和時代には選手起用を始めとする強化方針に注文をつけ、移籍後も古巣に対する批判を行っている。

## エピソード
- 2008年は日本ブラジル移民100周年に当たり、日伯交流年の一環としてブラジル音楽から本人が選曲したコンピレーションアルバム『TRIP IN BRAZIL』が発売された[102][110]。これは日伯交流記念事業の正式認定を受け、ブラジル大使館からの協力によって制作された企画である[110]。そのCDには本人がポルトガル語でヴォーカル参加した楽曲も収録されている[注 6]。そのほか、愛知県内のブラジル人学校の子ども達を継続的に試合に招待するなどの地域貢献も続けている[112]。
- 2008年11月4日、西武ドームで行われた野球の日本シリーズ第3戦では、浦和レッズと同じ埼玉県に本拠地を置く埼玉西武ライオンズの応援として始球式を務めた[113]。
- 他スポーツでは卓球もかなり上手である。松井大輔の証言によれば、2010FIFAワールドカップの大会期間中に選手同士で何度も卓球大会を開催し、その中で闘莉王が圧倒的に強かったと語った[114]。
- 2010 FIFAワールドカップ開催中に入院した父を見舞うため、ホテル日航関西空港で行われた日本代表選手団の記者会見に参加しなかった[115]。引退も考えていたが、父の後押しで現役続行を決意した[116]。
- もともと日本人の血を引くブラジル出身選手として初めてFIFAワールドカップに出場した人物である[117][注 7]。
- 2011年4月14日、東日本大震災[注 8]で被災した水戸を訪問した。小学校を訪れて子供達を激励し、ボール遊びでは大歓声と笑い声があふれた[119]。また、水戸市長を表敬訪問し、市内の小中学校へサッカーボールと本を寄贈した[119]。
- 自身のYouTubeチャンネルでは日本代表の監督や選手に対する辛辣な批評を繰り返しているが、その批評が代表チームの結果によって覆され、それに対して闘莉王が謝罪するという事態が度々発生している[120]。

## 所属クラブ
- ミラソウFC (pt:Mirassol Futebol Clube)
- 1998年 - 2000年 渋谷教育学園幕張高等学校
- 2001年 - 2003年 サンフレッチェ広島
  - 2003年 水戸ホーリーホック (期限付き移籍)
- 2004年 - 2009年 浦和レッズ
- 2010年 - 2015年 名古屋グランパス
- 2016年9月 - 同年12月 名古屋グランパス
- 2017年 - 2019年 京都サンガF.C.

## 個人成績
| 国内大会個人成績 | 国内大会個人成績 | 国内大会個人成績 | 国内大会個人成績 | 国内大会個人成績 | 国内大会個人成績 | 国内大会個人成績 | 国内大会個人成績 | 国内大会個人成績 | 国内大会個人成績 | 国内大会個人成績 | 国内大会個人成績 |
| 年度             | クラブ           | 背番号           | リーグ           | リーグ戦         | リーグ戦         | リーグ杯         | リーグ杯         | オープン杯       | オープン杯       | 期間通算         | 期間通算         |
| 年度             | クラブ           | 背番号           | リーグ           | 出場             | 得点             | 出場             | 得点             | 出場             | 得点             | 出場             | 得点             |
| 日本             | 日本             | 日本             | 日本             | リーグ戦         | リーグ戦         | リーグ杯         | リーグ杯         | 天皇杯           | 天皇杯           | 期間通算         | 期間通算         |
| ---------------- | ---------------- | ---------------- | ---------------- | ---------------- | ---------------- | ---------------- | ---------------- | ---------------- | ---------------- | ---------------- | ---------------- |
| 2001             | 広島             | 23               | J1               | 17               | 1                | 5                | 0                | 0                | 0                | 22               | 1                |
| 2002             | 広島             | 6                | J1               | 22               | 1                | 5                | 0                | 0                | 0                | 27               | 1                |
| 2003             | 水戸             | 28               | J2               | 42               | 10               | -                | -                | 3                | 0                | 45               | 10               |
| 2004             | 浦和             | 4                | J1               | 21               | 3                | 6                | 1                | 1                | 0                | 28               | 4                |
| 2005             | 浦和             | 4                | J1               | 26               | 9                | 7                | 1                | 2                | 0                | 35               | 10               |
| 2006             | 浦和             | 4                | J1               | 33               | 7                | 7                | 1                | 1                | 0                | 41               | 8                |
| 2007             | 浦和             | 4                | J1               | 26               | 3                | 0                | 0                | 1                | 0                | 27               | 3                |
| 2008             | 浦和             | 4                | J1               | 31               | 11               | 1                | 0                | 1                | 0                | 33               | 11               |
| 2009             | 浦和             | 4                | J1               | 31               | 4                | 1                | 1                | 0                | 0                | 32               | 5                |
| 2010             | 名古屋           | 4                | J1               | 29               | 6                | 1                | 0                | 0                | 0                | 30               | 6                |
| 2011             | 名古屋           | 4                | J1               | 31               | 6                | 2                | 2                | 0                | 0                | 33               | 8                |
| 2012             | 名古屋           | 4                | J1               | 33               | 9                | 2                | 1                | 3                | 3                | 38               | 13               |
| 2013             | 名古屋           | 4                | J1               | 27               | 3                | 4                | 1                | 0                | 0                | 31               | 4                |
| 2014             | 名古屋           | 4                | J1               | 31               | 7                | 4                | 3                | 4                | 2                | 39               | 12               |
| 2015             | 名古屋           | 4                | J1               | 30               | 5                | 6                | 2                | 0                | 0                | 36               | 7                |
| 2016             | 名古屋           | 4                | J1               | 7                | 0                | -                | -                | 0                | 0                | 7                | 0                |
| 2017             | 京都             | 4                | J2               | 31               | 15               | -                | -                | 0                | 0                | 31               | 15               |
| 2018             | 京都             | 4                | J2               | 31               | 4                | -                | -                | 0                | 0                | 31               | 4                |
| 2019             | 京都             | 4                | J2               | 30               | 0                | -                | -                | 0                | 0                | 30               | 0                |
| 通算             | 日本             | 日本             | J1               | 395              | 75               | 51               | 13               | 13               | 5                | 459              | 93               |
| 通算             | 日本             | 日本             | J2               | 134              | 29               | -                | -                | 3                | 0                | 137              | 29               |
| 総通算           | 総通算           | 総通算           | 総通算           | 529              | 104              | 51               | 13               | 16               | 5                | 596              | 122              |

その他の公式戦
- 2004年
  - Jリーグチャンピオンシップ 2試合0得点
- 2006年
  - スーパーカップ 1試合0得点
- 2011年
  - スーパーカップ 1試合0得点

| 国際大会個人成績 | 国際大会個人成績 | 国際大会個人成績 | 国際大会個人成績 | 国際大会個人成績 | FIFA      | FIFA      |
| 年度             | クラブ           | 背番号           | 出場             | 得点             | 出場      | 得点      |
| AFC              | AFC              | AFC              | ACL              | ACL              | クラブW杯 | クラブW杯 |
| ---------------- | ---------------- | ---------------- | ---------------- | ---------------- | --------- | --------- |
| 2007             | 浦和             | 4                | 8                | 0                | 2         | 0         |
| 2008             | 浦和             | 4                | 4                | 1                | -         | -         |
| 2011             | 名古屋           | 4                | 5                | 0                | -         | -         |
| 2012             | 名古屋           | 4                | 5                | 2                | -         | -         |
| 通算             | AFC              | AFC              | 22               | 3                | 2         | 0         |

その他の国際公式戦
- 2007年
  - A3チャンピオンズカップ 3試合1得点

記録等
- プロ初出場・初得点 - 2001年3月11日 J1 1st第1節 鹿島アントラーズ戦（国立競技場）
- ハットトリック達成 - 2008年7月17日 J1第17節 東京ヴェルディ戦（埼玉スタジアム2002）
- J1通算50得点達成 - 2011年11月26日 J1第33節 モンテディオ山形戦（豊田スタジアム） ※DFとして歴代初
- ハットトリック達成 - 2012年8月4日 J1第20節 ヴィッセル神戸戦（名古屋市瑞穂公園陸上競技場）
- J1通算300試合出場 - 2012年12月1日 J1第34節 浦和レッズ戦（埼玉スタジアム2002）

## 代表歴

### 主な出場大会
- 2004年 - アテネオリンピック
- 2010年 - 2010 FIFAワールドカップ

### 試合数
- 国際Aマッチ 43試合 8得点（2006年 - 2010年）
  - （先発出場試合数 43[121]）

| 日本代表 | 国際Aマッチ | 国際Aマッチ |
| 年       | 出場        | 得点        |
| -------- | ----------- | ----------- |
| 2006     | 5           | 1           |
| 2007     | 4           | 1           |
| 2008     | 10          | 2           |
| 2009     | 13          | 2           |
| 2010     | 11          | 2           |
| 通算     | 43          | 8           |

- A代表初出場 - 2006年8月9日 キリンチャレンジカップ  トリニダード・トバゴ戦（国立競技場）
- A代表初得点 - 2006年11月15日 AFCアジアカップ2007 (予選)  サウジアラビア戦（札幌ドーム）

### 出場
| No. | 開催日         | 開催都市             | スタジアム                     | 対戦相手             | 結果        | 監督             | 大会                   |
| --- | -------------- | -------------------- | ------------------------------ | -------------------- | ----------- | ---------------- | ---------------------- |
| 1.  | 2006年08月09日 | 東京都               | 国立霞ヶ丘競技場陸上競技場     | トリニダード・トバゴ | ○2-0        | イビチャ・オシム | キリンチャレンジカップ |
| 2.  | 2006年08月16日 | 新潟県               | 新潟スタジアム                 | イエメン             | ○2-0        | イビチャ・オシム | アジアカップ予選       |
| 3.  | 2006年09月03日 | ジッダ               |                                | サウジアラビア       | ●0-1        | イビチャ・オシム | アジアカップ予選       |
| 4.  | 2006年09月06日 | サヌア               |                                | イエメン             | ○1-0        | イビチャ・オシム | アジアカップ予選       |
| 5.  | 2006年11月15日 | 北海道               | 札幌ドーム                     | サウジアラビア       | ○3-1        | イビチャ・オシム | アジアカップ予選       |
| 6.  | 2007年03月24日 | 神奈川県             | 横浜国際総合競技場             | ペルー               | ○2-0        | イビチャ・オシム | キリンチャレンジカップ |
| 7.  | 2007年08月22日 | 大分県               | 大分スポーツ公園総合競技場     | カメルーン           | ○2-0        | イビチャ・オシム | キリンチャレンジカップ |
| 8.  | 2007年09月07日 | クラーゲンフルト     |                                | オーストリア         | △0-0(PK3-4) | イビチャ・オシム | 3大陸トーナメント      |
| 9.  | 2007年09月11日 | クラーゲンフルト     |                                | スイス               | ○4-3        | イビチャ・オシム | 3大陸トーナメント      |
| 10. | 2008年05月24日 | 愛知県               | 豊田スタジアム                 | コートジボワール     | ○1-0        | 岡田武史         | キリンカップ           |
| 11. | 2008年05月27日 | 埼玉県               | 埼玉スタジアム2002             | パラグアイ           | △0-0        | 岡田武史         | キリンカップ           |
| 12. | 2008年06月02日 | 神奈川県             | 横浜国際総合競技場             | オマーン             | ○3-0        | 岡田武史         | ワールドカップ予選     |
| 13. | 2008年06月07日 | マスカット           |                                | オマーン             | △1-1        | 岡田武史         | ワールドカップ予選     |
| 14. | 2008年06月14日 | バンコク             |                                | タイ                 | ○3-0        | 岡田武史         | ワールドカップ予選     |
| 15. | 2008年06月22日 | 埼玉県               | 埼玉スタジアム2002             | バーレーン           | ○1-0        | 岡田武史         | ワールドカップ予選     |
| 16. | 2008年09月06日 | マナマ               |                                | バーレーン           | ○3-2        | 岡田武史         | ワールドカップ予選     |
| 17. | 2008年10月15日 | 埼玉県               | 埼玉スタジアム2002             | ウズベキスタン       | △1-1        | 岡田武史         | ワールドカップ予選     |
| 18. | 2008年11月13日 | 兵庫県               | 御崎公園球技場                 | シリア               | ○3-1        | 岡田武史         | キリンチャレンジカップ |
| 19. | 2008年11月19日 | ドーハ               |                                | カタール             | ○3-0        | 岡田武史         | ワールドカップ予選     |
| 20. | 2009年02月04日 | 東京都               | 国立霞ヶ丘競技場陸上競技場     | フィンランド         | ○5-1        | 岡田武史         | キリンチャレンジカップ |
| 21. | 2009年02月11日 | 神奈川県             | 横浜国際総合競技場             | オーストラリア       | △0-0        | 岡田武史         | ワールドカップ予選     |
| 22. | 2009年03月28日 | 埼玉県               | 埼玉スタジアム2002             | バーレーン           | ○1-0        | 岡田武史         | ワールドカップ予選     |
| 23. | 2009年05月31日 | 東京都               | 国立霞ヶ丘競技場陸上競技場     | ベルギー             | ○4-0        | 岡田武史         | キリンカップ           |
| 24. | 2009年06月06日 | タシケント           |                                | ウズベキスタン       | ○1-0        | 岡田武史         | ワールドカップ予選     |
| 25. | 2009年06月10日 | 神奈川県             | 横浜国際総合競技場             | カタール             | △1-1        | 大木武（代行）   | ワールドカップ予選     |
| 26. | 2009年06月17日 | メルボルン           |                                | オーストラリア       | ●1-2        | 岡田武史         | ワールドカップ予選     |
| 27. | 2009年09月05日 | エンスヘーデ         |                                | オランダ             | ●0-3        | 岡田武史         | 国際親善試合           |
| 28. | 2009年09月09日 | ユトレヒト           |                                | ガーナ               | ○4-3        | 岡田武史         | 国際親善試合           |
| 29. | 2009年10月08日 | 静岡県               | 静岡市清水日本平運動公園球技場 | 香港                 | ○6-0        | 岡田武史         | アジアカップ予選       |
| 30. | 2009年10月14日 | 宮城県               | 宮城スタジアム                 | トーゴ               | ○5-0        | 岡田武史         | キリンチャレンジカップ |
| 31. | 2009年11月14日 | ポート・エリザベス   |                                | 南アフリカ共和国     | △0-0        | 岡田武史         | 国際親善試合           |
| 32. | 2009年11月18日 | 香港                 |                                | 香港                 | ○4-0        | 岡田武史         | アジアカップ予選       |
| 33. | 2010年02月02日 | 大分県               | 大分スポーツ公園総合競技場     | ベネズエラ           | △0-0        | 岡田武史         | キリンチャレンジカップ |
| 34. | 2010年02月06日 | 東京都               | 東京スタジアム                 | 中華人民共和国       | △0-0        | 岡田武史         | 東アジア選手権         |
| 35. | 2010年02月11日 | 東京都               | 国立霞ヶ丘競技場陸上競技場     | 香港                 | ○3-0        | 岡田武史         | 東アジア選手権         |
| 36. | 2010年02月14日 | 東京都               | 国立霞ヶ丘競技場陸上競技場     | 韓国                 | ●1-3        | 岡田武史         | 東アジア選手権         |
| 37. | 2010年03月03日 | 愛知県               | 豊田スタジアム                 | バーレーン           | ○2-0        | 岡田武史         | アジアカップ予選       |
| 38. | 2010年05月30日 | グラーツ             |                                | イングランド         | ●1-2        | 岡田武史         | 国際親善試合           |
| 39. | 2010年06月04日 | シオン               |                                | コートジボワール     | ●0-2        | 岡田武史         | 国際親善試合           |
| 40. | 2010年06月14日 | ブルームフォンテーン |                                | カメルーン           | ○1-0        | 岡田武史         | ワールドカップ         |
| 41. | 2010年06月19日 | ダーバン             |                                | オランダ             | ●0-1        | 岡田武史         | ワールドカップ         |
| 42. | 2010年06月24日 | ルステンブルク       |                                | デンマーク           | ○3-1        | 岡田武史         | ワールドカップ         |
| 43. | 2010年06月29日 | プレトリア           |                                | パラグアイ           | △0-0(PK3-5) | 岡田武史         | ワールドカップ         |

### ゴール
| #  | 開催年月日     | 開催地         | 対戦国         | 勝敗 | 試合概要                            |
| -- | -------------- | -------------- | -------------- | ---- | ----------------------------------- |
| 1. | 2006年11月15日 | 日本           | サウジアラビア | ○3-1 | AFCアジアカップ2007 (予選)          |
| 2. | 2007年8月22日  | 日本           | カメルーン     | ○2-0 | キリンチャレンジカップ2007          |
| 3. | 2008年6月14日  | タイ           | タイ           | ○3-0 | 2010 FIFAワールドカップ・アジア予選 |
| 4. | 2008年11月19日 | カタール       | カタール       | ○3-0 | 2010 FIFAワールドカップ・アジア予選 |
| 5. | 2009年6月17日  | オーストラリア | オーストラリア | ●1-2 | 2010 FIFAワールドカップ・アジア予選 |
| 6. | 2009年10月8日  | 日本           | 香港           | ○6-0 | AFCアジアカップ2011 (予選)          |
| 7. | 2010年2月11日  | 日本           | 香港           | ○3-0 | 東アジアサッカー選手権2010          |
| 8. | 2010年5月30日  | オーストリア   | イングランド   | ●1-2 | 親善試合                            |

## タイトル

### クラブ
浦和レッズ
- J1リーグ：1回（2006年）
- J1リーグ 2ndステージ：1回（2004年）
- 天皇杯 JFA 全日本サッカー選手権大会：2回（2005年、2006年）
- スーパーカップ：1回（2006年）
- AFCチャンピオンズリーグ：1回（2007年）

名古屋グランパス
- J1リーグ：1回（2010年）
- スーパーカップ：1回（2011年）

### 個人
- 日本年間最優秀選手賞（フットボーラー・オブ・ザ・イヤー）：1回（2006年）
- Jリーグ最優秀選手賞（MVP）：1回（2006年）
- Jリーグベストイレブン：9回（2004年、2005年、2006年、2007年、2008年、2009年、2010年、2011年、2012年）
- Jリーグ優秀選手賞：9回（2004年、2005年、2006年、2007年、2008年、2009年、2010年、2011年、2012年）
- Jリーグ功労選手賞：（2022年）
- J30ベストアウォーズ ベストイレブン：（2023年）

### その他
- 報知プロスポーツ大賞 Jリーグ部門：（2007年）
- 国民体育大会 優秀選手：2回（1998年、1999年）- 高校時代
- 千葉県知事特別賞：（2010年）- W杯での功績により

## 出演

### CM
- 富士フイルム『あしたに続く写真 闘莉王篇』 （2004年）
- コカコーラ 『アクエリアス』 （2006年）
- VISAカード 『自動車保険もgo with Visa篇』 （2009年 - 2010年）
- 日本ケンタッキーフライドチキン 『40th Anniversary篇』 （2010年）
- スカパー! 『名古屋 闘莉王篇』 （2011年）

### テレビ番組
- 「情熱大陸」（毎日放送、2009年4月19日放送）
- 「S☆1」（TBSテレビ、2010年8月28日放送） 魔裟斗との対談。
- 2022 FIFAワールドカップカタール大会 - NHK総合テレビジョン、フジテレビジョンコメンテーター

※その他多数

### テレビアニメ
- 「ドラえもん」（テレビ朝日、2010年6月4日放送） W杯の特別企画で、絵かき歌に挑戦した。

### 広告
- 成田国際空港 『情熱が集う篇』 開港30周年イメージキャラクター ※知花くららと共に （2008年）
- Product Red (en:Product Red) 『Lace Up. Save Lives』 ナイキとの提携によるチャリティー ※日本におけるイメージキャラクター（2009年）
- 全国高等学校サッカー選手権大会- イメージキャラクター （2010年）

### プロモーション
- ナイキ 『Write The Future（未来をかきかえろ）』 W杯応援キャンペーン（2010年）
- 映画『ホワイトハウス・ダウン』 試写会特別ゲスト（2013年）
- 映画『47RONIN』 宣伝隊長（2013年）

## 関連情報

### 著書
- 田中マルクス闘莉王『鉄壁』小学館、2010年3月19日。ISBN 978-4-09-387893-7。
- 田中マルクス闘莉王『大和魂』幻冬舎、2010年12月5日。ISBN 978-4-344-01922-5。

### 関連書籍
- 矢内由美子『闘莉王―赤き魂のサムライ』徳間書店、2007年11月。ISBN 978-4-19-862351-7。
- 矢内由美子『闘莉王 超攻撃的ディフェンダー (スポーツ・ノンフィクション)』学習研究社、2009年4月8日。ISBN 978-4-05-203086-4。
- 工藤晋、山仲剛太『漫画・闘莉王物語 (少年サンデーコミックス)』小学館、2010年6月1日。ISBN 978-4-09-122390-6。
- NHK「スポーツ大陸」制作班『NHKスポーツ大陸―遠藤保仁・闘莉王・中村憲剛』金の星社、2010年9月。ISBN 978-4-323-07192-3。
- 小林良介 他『勝利を支える愛情 スポーツ感動物語―田中マルクス闘莉王、ウィリアムズ姉妹、内田篤人ほか』学研教育出版、2012年2月14日。ISBN 978-4-05-500933-1。

### CD
- Tanaka Marcus Tulio 『TRIP IN BRAZIL』 Prima★Stella Records、2008年11月。